# Charles Piper Smith
Charles Piper Smith ( 1877 - 1955 ) fue un botánico estadounidense, especialista en el género Lupinus.

## Algunas publicaciones

### Libros
- 1938. Species Lupinorum. 768 pp.
- 1927. A taxonomic study of the Pacific States species of Lupinus. Ed. Stanford University. 37 pp.
- 1927. A distributional catalogue of the Lupines of Oregon. Volumen 1, N.º 1 de Contributions from the Dudley Herbarium of Stanford University. Ed. Stanford University Press. 55 pp.
- 1918. Studies in the genus Lupinus
- 1908. A preliminary study of the Araneae theraphosae of California. Ed. Entomological Society of America. 43 pp.

- La abreviatura «C.P.Sm.» se emplea para indicar a Charles Piper Smith como autoridad en la descripción y clasificación científica de los vegetales.[1]